# Gluster
A Gluster egy szoftver cég volt, ami felhőalapú tárhelyehez kínált nyílt forráskódú szoftvert. A cég magánkézben volt és a kaliforniai Sunnyvale-ben volt a központja, a fejlesztőközpontja Indiában, Bengaluru-ban volt. A céget 2011 október 7-én vásárolta fel a Red Hat.